# Echthrus reluctator
Echthrus reluctator är en stekelart som först beskrevs av Carl von Linné 1758.  Echthrus reluctator ingår i släktet Echthrus och familjen brokparasitsteklar. Arten är reproducerande i Sverige. Utöver nominatformen finns också underarten E. r. sibiricus.